# Relaciones Armenia-Unión Europea
Armenia y la Unión Europea UE han tenido una variada relación a largo de los años. Armenia, una nación cristiana, tiene amplios vínculos culturales e históricos con Europa, a pesar de estar situada geográficamente entre los límites de Europa y Asia occidental.
El Acuerdo de Asociación y Cooperación (PCA) (firmado en 1996 y en vigor desde 1999) sirve de marco jurídico para las relaciones bilaterales entre la UE y Armenia. Desde 2004, Armenia y otros estados del sur del Cáucaso han formado parte de la Política Europea de Vecindad, que fomenta el establecimiento de vínculos más estrechos entre la UE y Armenia. El Plan de Acción para Armenia ENP fue publicado el 2 de marzo de 2005, "destacando los ámbitos en los que la cooperación bilateral podría fortalecerse". El plan establece "prioridades definidas conjuntamente en determinados ámbitos para los próximos cinco años". En noviembre de 2005, se abrieron consultas formales sobre el Plan de Acción en Ereván, y cerró en 2008.
Hay mucho interés en Armenia en unirse finalmente a la Unión Europea, especialmente entre varios políticos destacados y el público en general.
Armenia participa en el Consejo de Europa, en el programa de la Asociación Oriental de la UE, así como en la Asamblea Parlamentaria Euronest, que busca estrechar los lazos entre la UE y los Estados de Europa del Este.

## Antecedentes
Armenia fue el primer país en adoptar el cristianismo, en el año 301. Ha sido parte de la Antigua Roma y de los imperios Bizantino, Otomano, Ruso, así como de la Unión Soviética. A través del Reino armenio de Cilicia, también es un aliado clave de los cruzados europeos.

## Historia
La central nuclear Metsamor, que se encuentra a unos 40 km al oeste de Ereván, está construida sobre una zona sísmica activa y es una cuestión de negociación entre Armenia y la UE. Hacia fines de 2007, Armenia aprobó un plan para cerrar la planta de Metsamor de conformidad con el nuevo Plan de Acción de la Política Europea de Vecindad.
Armenia negoció un acuerdo de asociación, incluida una zona de libre comercio, con la UE, pero en 2013, Armenia anunció planes para unirse a la unión aduanera de la Unión Económica Euroasiática. El 24 de febrero de 2017, Tigran Sargsyan, el presidente de la Comisión Euroasiática, declaró que la posición de Armenia era cooperar y trabajar tanto con la Unión Europea como con la Unión Euroasiática. Sargsyan agregó que aunque Armenia es parte de la Unión Euroasiática, un nuevo Acuerdo de Asociación de la Unión Europea entre Armenia y la UE se finalizaría en breve.
El 27 de febrero de 2017, la Unión Europea y Armenia firmaron un nuevo acuerdo para profundizar sus vínculos políticos y económicos. El presidente armenio Serzh Sargsyan se encontró en Bruselas y se reunió con el presidente del Consejo Europeo Donald Tusk y otros funcionarios de alto rango. El Acuerdo de Asociación global mejorará y ampliará el alcance de las relaciones entre la UE y Armenia.

## Armenia y la UE son parte de Eurocontrol
Eurocontrol es el nombre abreviado de la «Organización Europea para la Seguridad de la Navegación Aérea» (en inglés, European Organisation for the Safety of Air Navigation). Esta organización se fundó en Bruselas (Bélgica) en diciembre de 1960, siendo sus promotores los seis países siguientes: Alemania, Bélgica, Francia, Luxemburgo, Países Bajos y Reino Unido.
Se trata de una organización civil y militar de carácter paneuropeo, integrada por 41 Estados miembros y a los que se suman la Conferencia Europea de Aviación Civil (CEAC) y la propia Unión Europea, que se adherirá en 2002 a la misma para asistirla en la consecución de sus fines.

## Relaciones entre Armenia y los Estados miembros de la UE
Armenia mantiene buenas relaciones con todos los Estados miembros de la Unión Europea, en especial con Francia y Grecia.

## Membresía potencial de Armenia a la UE
Armenia se encuentra geográficamente entre Europa del Este y Asia Occidental. Sin embargo, como en el caso de Chipre, varios analistas han considerado este país como culturalmente asociado con Europa debido a sus conexiones con la sociedad europea, a través de una diáspora, su lengua indoeuropea y un criterio religioso de ser cristiano.
Varios funcionarios armenios han expresado el deseo de que su país se convierta eventualmente en un estado miembro de la UE, con algunos prediciendo una propuesta oficial a la candidatura para la membresía.

### Opiniones
En 2005, Serzh Sargsián —presidente de Armenia entre 2008 y 2018— manifestó que mantendría Armenia vinculada a la Federación de Rusia y a la Organización del Tratado de Seguridad Colectiva (CSTO). El mismo año la opinión pública de Armenia estaba a favor de la adhesión, con el 64 % de una muestra de 2.000 a favor y sólo el 11,8 % en contra. Otra encuesta, realizada en la capital Ereván, sugirió que "el 72 % de la población creía, con distinto grado de convencimiento, que el futuro de su país recaía en la UE en vez de en la Comunidad de Estados Independientes (CEI), dominada por Rusia. Sin embargo, más de dos tercios de la población del país creía que Armenia no estaría lista para unirse a la UE hasta al menos 2015. Una encuesta de opinión de 2007 indicaba un aumento de estas cifras, con un 80 % de interés del público a favor de una posible adhesión de Armenia a la UE.
En 2007, Artur Baghdasarián (ex portavoz en el Parlamento) manifestó que la incorporación de Armenia como miembro de la Unión Europea debía «ser una de las principales prioridades». Baghdasarián sostuvo que «la adhesión a la UE abrirá nuevos caminos para Armenia de pasar a un nuevo entorno geopolítico, así como un nuevo entorno económico". Asimismo, añadió que "permitirá a Armenia tener acceso a un nuevo sistema de seguridad». La adhesión a la UE está en el programa de muchos partidos políticos de Armenia, incluido el prooccidental Heritage (Patrimonio).